# مايك هوبكينز (لاعب كرة قاعدة)
مايك هوبكينز (بالإنجليزية: Mike Hopkins)‏ هو لاعب كرة قاعدة أمريكي، ولد في 1 نوفمبر 1872 في غلاسكو في المملكة المتحدة، وتوفي في 5 فبراير 1952 في بيتسبرغ في الولايات المتحدة.

## وصلات خارجية
- مايك هوبكينز على موقعبيزبول رفرنس.كوم (الدوري الرئيسي) (الإنجليزية)